# Medicinski izrazi
Na prvi pogled se medicinsko izrazje marsikdaj zdi kot tuj jezik. Vendar lahko te izraze preprosto razumemo, če poznamo pomen njihovih sestavnih delov (predpon, korenov in pripon). Tako je npr. beseda spondiloliza sestavljenka iz spondilo, ki pomeni vretence oz. vretenčen, in liza, ki pomeni raztapljanje, razpad, in torej pomeni raztapljanje vretenca.
Isti sestavni deli so povezani v različnih medicinskih izrazih. Spondilo in itis, ki pomeni vnetje, sestavljata spondilitis, vnetje vretenc. Ista predpona v povezavi z malacija, ki pomeni mehek, zmehčanje, oblikuje spondilomalacija, zmehčanje vretenc.
Poznavanje razmeroma majhnega števila sestavnih delov lahko pomaga do razumevanja številnih medicinskih izrazov. Naslednji seznam navaja in pojasnjuje številne pogosto uporabljane predpone, korene in pripone.
| Izraz                                | Pomen                           |
| ------------------------------------ | ------------------------------- |
| a(n)                                 | odsotnost, pomanjkanje          |
| aden(o)                              | Žlezen, žleza                   |
| aer(o)                               | zračen, zrak                    |
| aku                                  | slušen, sluh                    |
| alg                                  | bolečinski, bolečina            |
| andr(o)                              | moški                           |
| angi                                 | žilen, žila                     |
| ankil(o)                             | upognjen, skrivljen             |
| ante                                 | pred                            |
| anter(i)                             | spredaj, naprej                 |
| anti                                 | proti                           |
| arteri(o)                            | arterijski, arterija            |
| artikul                              | sklepen, sklep                  |
| artr(o)                              | sklepen, sklep                  |
| ater(o)                              | maščoben                        |
| avdi(o)                              | slušen, sluh                    |
| avr(i)                               | ušesen, uho                     |
| avt(o)                               | samo                            |
| bi, bis                              | dvojen, dvakrat, dva            |
| bradi                                | počasen                         |
| brahi                                | kratek                          |
| buk(o)                               | ličen, lice                     |
| cefal(o)                             | glava; nanašajoč se na glavo    |
| cerebr(o)                            | možganski, možgani              |
| cervik                               | vraten, vrat                    |
| cian(o)                              | moder                           |
| cirkum                               | okrog                           |
| cist(o)                              | mehur; nanašajoč se na mehur    |
| cit(o)                               | celičen, celica                 |
| daktil(o)                            | prst; nanašajoč se na prst      |
| dent                                 | zoben, zob                      |
| derm(ato)                            | kožen, koža                     |
| dipl(o)                              | dvojen                          |
| dis, diz                             | slab, nepravilen, nenormalen    |
| dorz(o)                              | hrbten, hrbet                   |
| ekstra                               | zunaj                           |
| ektomija                             | izrezanje, odrezanje            |
| emija                                | kri; v krvi                     |
| encefal(o)                           | možganski, možgani              |
| end(o)                               | znotraj                         |
| enter(o)                             | črevesen, črevo                 |
| epi                                  | zunanji, povrhnji               |
| eritr(o)                             | rdeč                            |
| ev                                   | normalen                        |
| fag(o)                               | požreti, uničiti                |
| faring(o)                            | žrelen, žrelo                   |
| farmako                              | nanašajoč se na zdravila        |
| fleb(o)                              | venski, vena                    |
| fob(ija)                             | strah                           |
| gastr(o)                             | želodčen, želodec               |
| gen                                  | izvor, določenega porekla       |
| gin                                  | ženski, ženska                  |
| glik(o), gluk(o)                     | sladek; nanašajoč se na glukozo |
| glos(o)                              | jezik; nanašajoč se na jezik    |
| gram, graf                           | zapis, posnetek                 |
| hem(ato)                             | krven, kri                      |
| hemi                                 | pol                             |
| hepat(o)                             | jetrn, jetra                    |
| hidr(o)                              | voden, voda                     |
| hiper                                | čezmeren, visok                 |
| hipo                                 | nezadosten, nizek               |
| hist(o)                              | tkiven, tkivo                   |
| hister(o)                            | maternični, maternica           |
| hol(e)                               | žolčen; nanašajoč se na žolčnik |
| hondr(o)                             | hrustančen, hrustanec           |
| iatr(o)                              | zdravniški, zdravnik            |
| infra                                | pod                             |
| inter                                | med, vmes                       |
| intra                                | notri, znotraj                  |
| itis                                 | vnetje                          |
| karcin(o)                            | rakav, rak                      |
| kardi(o)                             | srčen, srce                     |
| kontra                               | proti, nasproten                |
| korpor                               | telesen, telo                   |
| Obstaja pa še veliko drugih izrazov. |                                 |